# كأس النرويج 1990
كأس النرويج 1990 (بالنرويجية: Norgesmesterskapet i fotball for menn 1990)‏ هو الموسم 85 من كأس النرويج. أشرف على تنظيمه اتحاد النرويج لكرة القدم، وفاز فيه نادي روسنبورغ.